# Crematogaster subnuda
Crematogaster subnuda är en myrart som beskrevs av Mayr 1879. Crematogaster subnuda ingår i släktet Crematogaster och familjen myror.

## Underarter
Arten delas in i följande underarter:
- C. s. discinodis
- C. s. formosae
- C. s. subnuda